# Toulouges
Toulouges (på Catalansk: Toluges) er en by og kommune i departementet Pyrénées-Orientales i Sydfrankrig.
Toulouges var hovedby i den tidligere kanton af samme navn. Toulouges var tidligere en landbrugsby, men er i dag næsten vokset sammen med Perpignan.

## Geografi
Toulouges ligger på Roussillon-sletten kun 7 km sydvest for Perpignan centrum. Andre nabobyer er mod syd Canohès (3 km) og mod nordvest Le Soler (4 km).

## Historie
Toulouges er formentlig grundlagt som en romersk villa, men nævnes første gang i 908 i et dokument fra den franske konge Karl 3., som bekræfter abbediet Sainte-Marie de Lagrasses ejerskab af Tulugis.
I 1027 blev der, med biskoppen af Elne som vært, afholdt et betydende kirkemøde i Toulouges, som førte til indførelsen af Guds våbenhvile (Treuga Dei). Ved yderligere et kirkemøde i 1065 i Toulouges blev Guds våbenhvile udbygget.

## Demografi

### Udvikling i folketal
| 1793 | 1800 | 1806 | 1821 | 1831 | 1836 | 1841 | 1846 | 1851  |
| ---- | ---- | ---- | ---- | ---- | ---- | ---- | ---- | ----- |
| 432  | 537  | 529  | 719  | 835  | 897  | 921  | 943  | 1.077 |

| 1856  | 1861  | 1866  | 1872  | 1876  | 1881  | 1886  | 1891  | 1896  |
| ----- | ----- | ----- | ----- | ----- | ----- | ----- | ----- | ----- |
| 1.085 | 1.062 | 1.121 | 1.232 | 1.257 | 1.248 | 1.280 | 1.240 | 1.345 |

| 1901  | 1906  | 1911  | 1921  | 1926  | 1931  | 1936  | 1946  | 1954  |
| ----- | ----- | ----- | ----- | ----- | ----- | ----- | ----- | ----- |
| 1.450 | 1.312 | 1.248 | 1.143 | 1.113 | 1.315 | 1.351 | 1.268 | 1.357 |

| 1962                                                              | 1968  | 1975  | 1982  | 1990  | 1999  | 2007  | 2014  | 2017  |
| ----------------------------------------------------------------- | ----- | ----- | ----- | ----- | ----- | ----- | ----- | ----- |
| 1.524                                                             | 2.117 | 2.868 | 3.637 | 4.955 | 5.396 | 5.837 | 6.690 | 6.881 |
| Tal fra og med 1962 er uden dobbelttælling (sans doubles comptes) |       |       |       |       |       |       |       |       |